# つまごいパノラマライン
つまごいパノラマライン（つまごいパノラマライン）は、群馬県吾妻郡嬬恋村の主要村道である。広域農道として開発された、南ルートと北ルートの2つのルートから成る全体延長約30 kmの道路が、嬬恋村の中央周辺地の山裾に沿ってほぼ2/3周する経路をとる。南ルートは、大字大笹の北軽井沢嬬恋ゴルフコースがある群馬県道235号大笹北軽井沢線交点から浅間山北側の山裾を縫って大字田代の国道144号交点まで、北ルートは、国道144号交点から茨木山麓、四阿山・草津白根山の山裾を通過して草津町境界の群馬県道59号草津嬬恋線に至る。
北ルートの一部は、12月初旬から4月初旬にかけて冬季閉鎖される。交通量は少なめで、線形は緩やかなカーブと直線でつなぐ道で、やや起伏があり、特に北ルートには長い直線やアップダウンが多い。沿道にはキャベツ畑が広がり、夏は出荷前のキャベツが畑一面に見られ、浅間山の眺望と相まって絶景のドライブコースとしても人気がある。

## 南ルート
つまごいパノラマライン南ルートは、群馬県吾妻郡嬬恋村大字大前の群馬県道235号大笹北軽井沢線の交点から西へ延び、長野県道・群馬県道94号東御嬬恋線と交差し、嬬恋村大字田代の国道144号に至る、嬬恋村の主要村道である。終点の国道144号の交点は十字路になっており、国道を挟んで北側は北ルートに接続する。
嬬恋村特産の高原キャベツが栽培される広大な畑の中を通過し、浅間山も間近に見ることが出来る。嬬恋村民の生活道路の一部となっているので、冬期でも除雪が行き届いており、四季を通じてドライブを楽しむことができる。

### 沿革
農林省（建設当時。現在の農林水産省）による国営農地開発事業によって幅員約7メートル、全長約15 kmの浅間広域農道として建設された後、嬬恋村へ移管され、主要村道となる。

### 交差する道路
- 群馬県道235号大笹北軽井沢線（起点）
- 長野県道・群馬県道94号東御嬬恋線
- 国道144号（終点）

### 沿線
- パルコール嬬恋ゴルフコース
- 浅間山溶岩樹型（国指定特別天然記念物）
- 嬬恋村しゃくなげ園（シーズンになると数千株のシャクナゲが咲き乱れる村営の公園）
- 新鹿沢温泉

## 北ルート
つまごいパノラマライン北ルートは、群馬県吾妻郡嬬恋村大字今井字仙之入の群馬県道59号草津嬬恋線との交差点から嬬恋村大字田代の国道144号までを結ぶ嬬恋村の主要村道である。
群馬県道59号草津嬬恋線から、バラギ高原や干俣地区を経由し、嬬恋村北側の高原地帯を通る。
ほとんどすべての区間は山間地を縫っており、信号はまったくない。
北海道を彷彿させる景色なので、ツーリングの人気スポットとなっている。終点は国道144号線との交差点で十字路になっており、国道を挟んだ南側で南ルートに接続する。
降雪があるため、冬季（12月初旬 - 4月初旬）は一部の区間（バラギ高原付近 - 干俣地区）を除いて冬季閉鎖となる。

### 沿革
- 農林水産省による国営農地開発事業によって幅員7メートル・延長約20キロメートル建設。竣工時の正式名称は国営嬬恋幹線道路・浅間広域農道。
- 2002年（平成14年）に農林水産省から嬬恋村に移管され、嬬恋村道となる[要出典]。

### 交差する道路
- 国道144号
- 群馬県道59号草津嬬恋線
- 群馬県道112号大前須坂線
- 万座ハイウェー（交差はするが接続はない）
- 嬬恋村道干俣大沼バラギ線

### 沿線
- 新鹿沢温泉
- パルコール嬬恋スキーリゾート
- 奥嬬恋温泉
- 鹿沢ダム
- 愛妻の丘
毎年9月に開催されるイベント「キャベツ畑の中心で妻に愛を叫ぶ」に使用されている[2]。

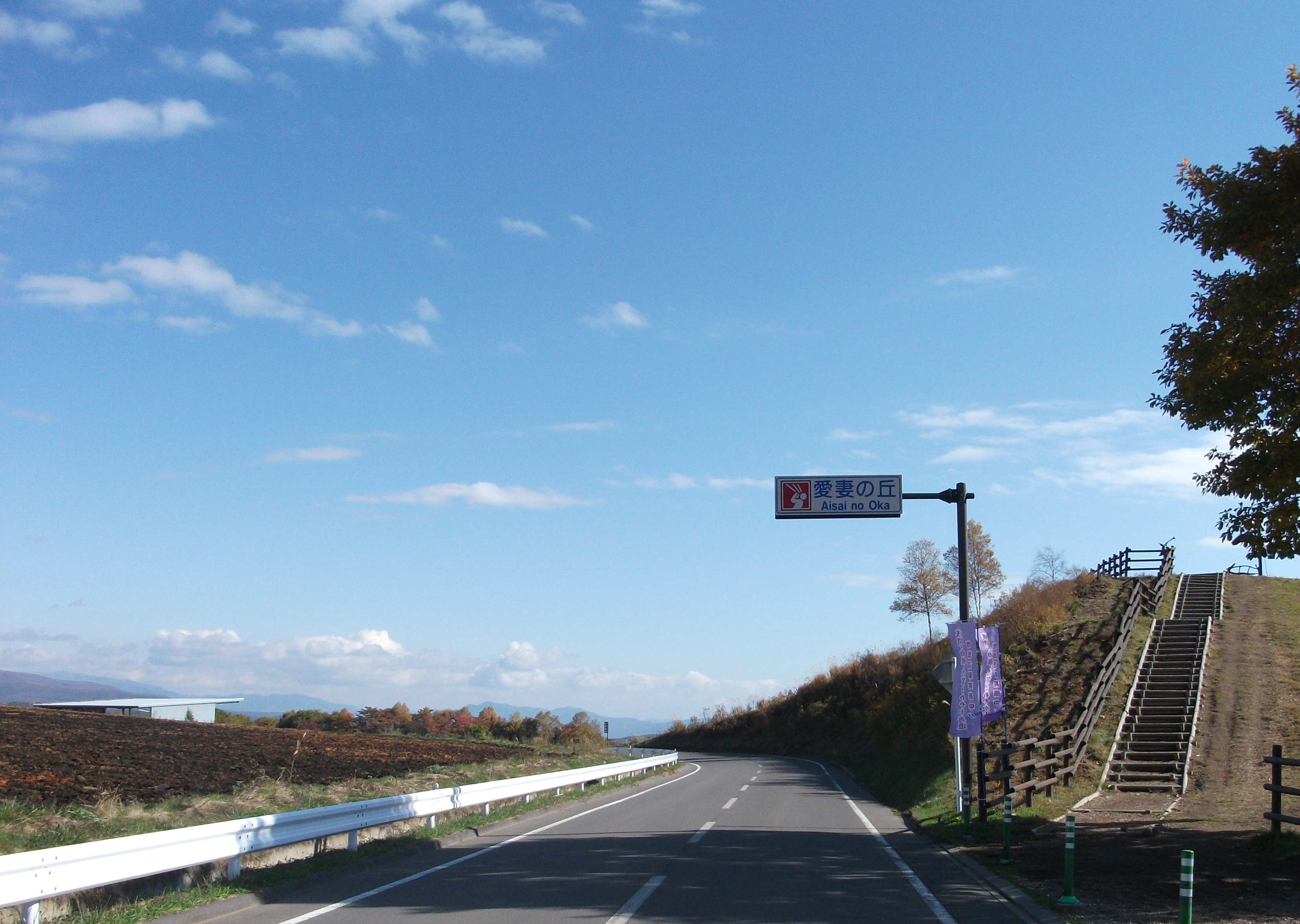
群馬県嬬恋村愛妻の丘付近
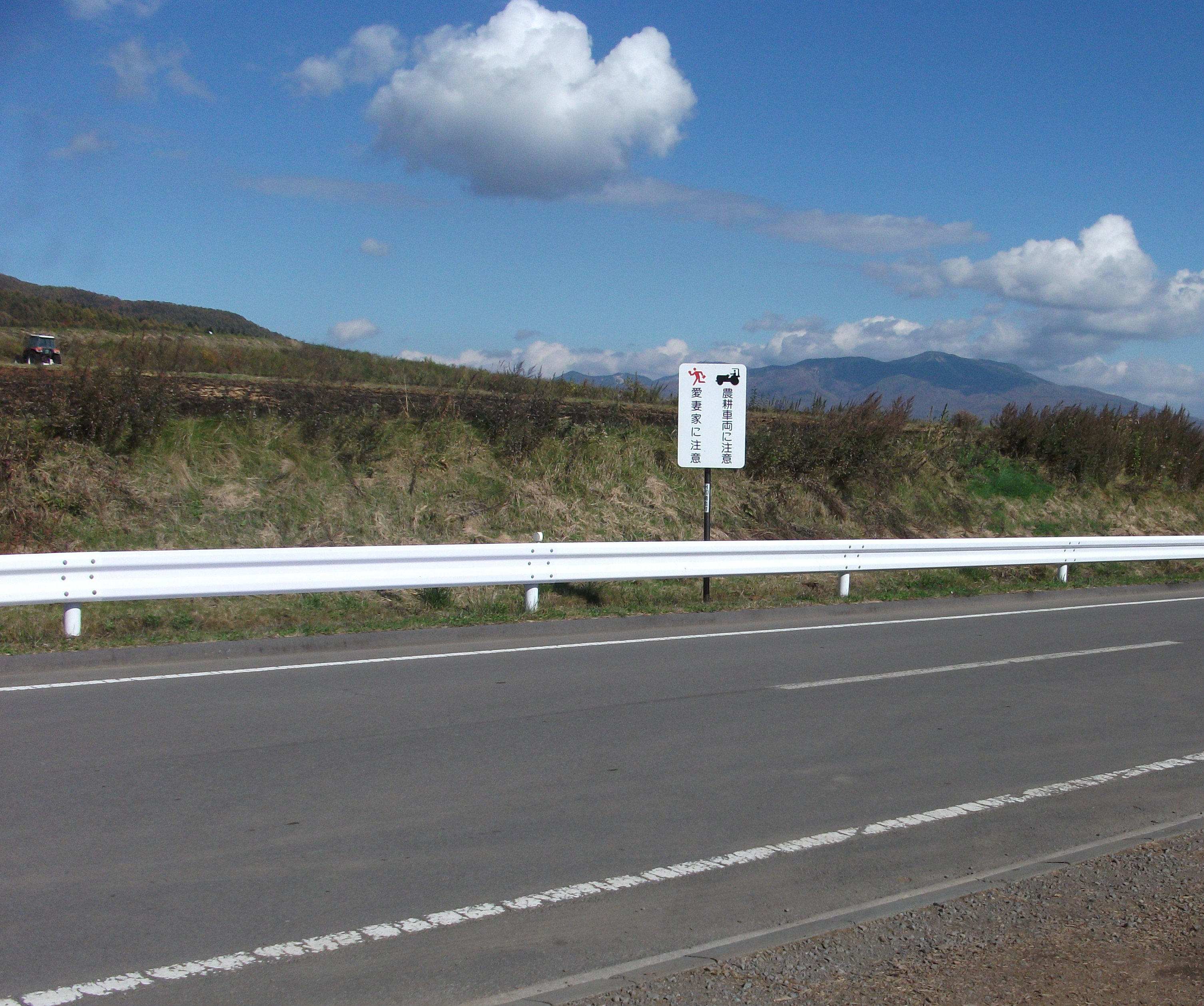
愛妻の丘付近には、「農耕車両に注意」「愛妻家に注意」の標識も道端に設置されている。